# الشيوعيون العبريون
هذا المقال يدور حول حزب سياسي قديم. للاطلاع على الصورة النمطية المعادية للسامية، انظر البلشفية اليهودية.
الشيوعيون العبريون (بالعبرية: קומוניסטים עברים‏) كومونيستيم إيفريم كان حزبًا سياسيًا قصير الأجل في فلسطين الانتدابية وإسرائيل. تأسس الحزب في عام 1945 من قبل بعض الأعضاء السابقين في الحزب الشيوعي الفلسطيني الذي كان قد انقسم في عام 1943. عمل الحزب حتى بعد الاستقلال الإسرائيلي في عام 1948، حيث اندمج مع عصبة التحرير الوطني وماكي لتشكيل حزب آخر مختلف لكنه يحمل الاسم نفسه، ماكي.
تم إحياء الحزب خلال الكنيست الأول عندما تمت إزالة العديد من قادة ماكي، بمن فيهم عضو الكنيست إليعازر بريمنغر، بعد الانتخابات في عام 1949. وبدلًا من إخلاء مقعده لعضو آخر من ماكي، بقي بريمنغر في الكنيست وأعاد الشيوعيون العبريون في 8 يونيو 1949. توقف الحزب عن الوجود للمرة الثانية في 15 أغسطس 1949 عندما انضم بريمنغر إلى مبام.